# Ditietan

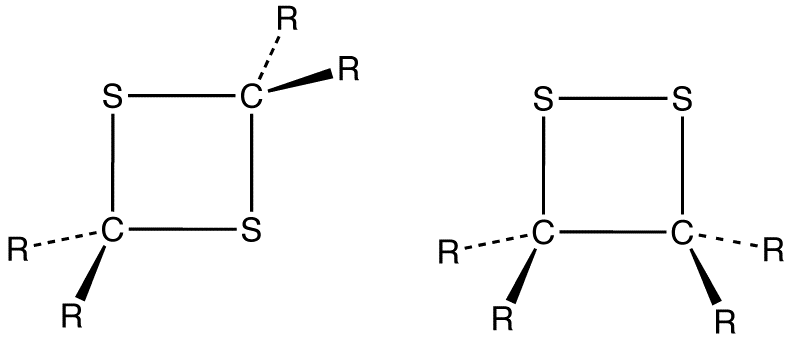
Struktura 1,2-ditietanu oraz 1,3-ditietanu, gdzie R oznacza grupę organiczną

Ditietan jest to nasycony związek heterocykliczny, który zawiera dwa atomy siarki i dwa atomy węgla mające hybrydyzację sp3. Atomy siarki są w cząsteczce heteroatomami. Istnieją dwie formy izomeryczne ditietanu:
- 1,2-ditietan
- 1,3-ditietan